# Fikret
Fikret ist ein weiblicher und (überwiegend) männlicher Vorname arabischer Herkunft, der in der Türkei und auf dem Balkan gebräuchlich ist. Der türkische Name hat die Bedeutung „der/die Ideenreiche“.

## Namensträger

### Osmanische Zeit
- Tevfik Fikret (1867–1915), türkischer Dichter

### Vorname
- Fikret Abdić (* 1939), bosnischer Politiker, Unternehmer und Militär
- Fikret Adanır (* 1941), türkischer Historiker
- Fikrət Əmirov (1922–1984), aserbaidschanischer Komponist
- Fikret Doğan (* 1968), deutscher Schriftsteller
- Fikret Dudević, bosnischer Sänger (Pike)
- Fikret Kırcan (1919–2014), türkischer Fußballspieler und -funktionär
- Fikret Kızılok (1946–2001), türkischer Musiker und Songschreiber
- Fikret Mualla (1903 oder 1904–1967), türkischer Maler
- Fikret Orman (* 1967), türkischer Geschäftsmann und Sportfunktionär
- Tevfik Fikret Uçak (1933–2003), türkischer Filmregisseur, Drehbuchautor und Filmschauspieler
- Fikret Yılmaz (* 1957), türkischer Fußballtorhüter und -trainer